# Арлингтон (Масачусетс)
Арлингтон (енгл. Arlington) насељено је место без административног статуса у америчкој савезној држави Масачусетс.

## Демографија
По попису из 2010. године број становника је 42.844, што је 455 (1,1%) становника више него 2000. године.
| Група             | 2000.          | 2010.          |
| Белци             | 38.058 (89,8%) | 35.804 (83,6%) |
| Афроамериканци    | 719 (1,7%)     | 1.040 (2,4%)   |
| Азијати           | 2.107 (5,0%)   | 3.550 (8,3%)   |
| Хиспаноамериканци | 787 (1,9%)     | 1.395 (3,3%)   |
| Укупно            | 42.389         | 42.844         |